# Sergio Marelli
Sergio Marelli (Varese, 24 maggio 1926 – Varese, 22 luglio 2006) è stato un cestista e dirigente sportivo italiano.

## Biografia

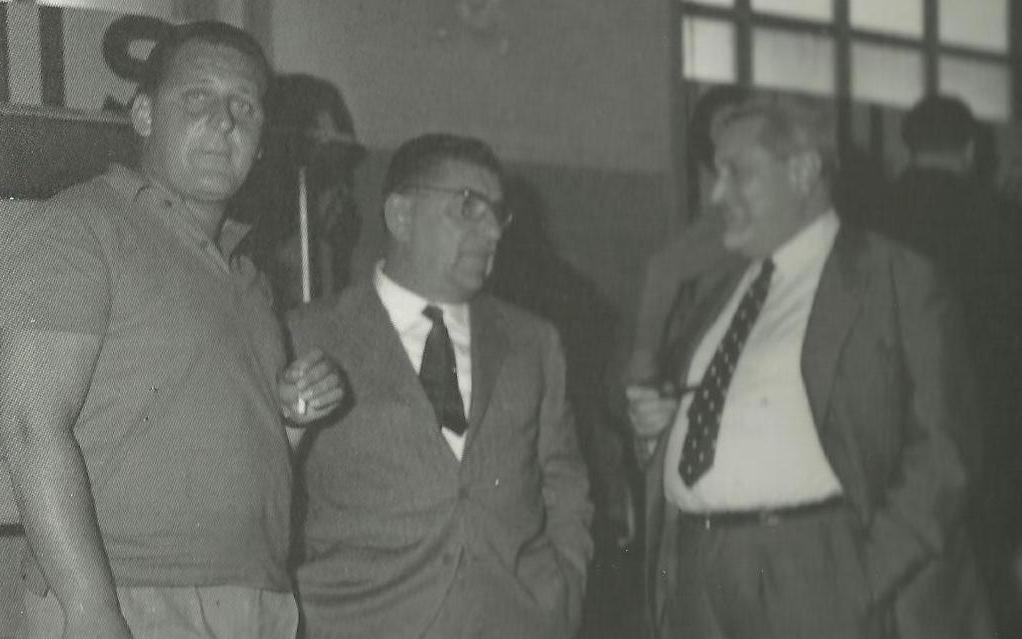
Marelli dirigente della Ignis Varese, primo a sinistra, affiancato da Giovanni Borghi ed Edoardo Bulgheroni

Tra i fondatori, nel 1945, della Pallacanestro Varese, ha fatto parte del gruppo di cestisti varesini dal 1945 al 1960. Successivamente diventa dirigente della stessa società. Nel campionato di serie A 1955-56, a seguito di contrasti con l'allenatore Yogi Bough lascia la squadra per Cantù, che quell'anno viene promossa nelle Elette. Al termine del campionato rientra nella squadra della sua città.
In Nazionale conta sette presenze e la partecipazione alle Olimpiadi di Helsinki.